# Universitatea de Stat din Comrat
Universitatea de Stat din Comrat (USC) este o universitate din orașul Comrat, regiunea autonomă Găgăuzia, Republica Moldova.

## Istorie
Universitatea a fost fondată la 11 februarie 1991 cu numele de Universitatea Națională Găgăuză, prin decizia Fundației ruse pentru Educație publică și a Comitetului Executiv al Consiliul Raional Comrat. În 2002, prin decizia Guvernului Republicii Moldova, a devenit o universitate de stat.

## Facultăți
Universitatea are 4 facultăți:
- Facultatea de Agro-tehnologie
- Facultatea de Cultură Națională
- Facultatea de Economie
- Facultatea de Drept

## Rectorat
- Serghei Zaharia – rector
- Gheorghe Sult – prim-prorector, prorector pentru activitate didactică
- Tatiana Racovcena – prorector pentru știință și relații internaționale